# Ismaël Bangoura
Ismaël Bangoura (* 2. leden 1985) je guinejský fotbalový útočník a reprezentant, který v současnosti působí v saúdskoarabském klubu Al Raed FC.
Pochází z etnika Susu a je odchovancem týmu Athlético de Coléah. Jako hráč Le Mans FC vstřelil v sezóně Ligue 1 2006/07 dvanáct branek a byl mezi pěti nejlepšími střelci soutěže. Přestoupil pak do FK Dynamo Kyjev, kde se stal mistrem Ukrajiny a zahrál si Ligu mistrů. S guinejskou reprezentací se zúčastnil Afrického poháru národů v letech 2006, 2008 a 2012.
V roce 2018 byl stíhán za podvod, když po ukončení angažmá v FC Nantes pobíral ve Francii podporu v nezaměstnanosti, i když zároveň hrál profesionálně v Saúdské Arábii. Byl odsouzen k podmíněnému odnětí svobody a pokutě 130 tisíc eur.